# Louise Farrenc
Jeanne-Louise Dumont, coneguda com a Louise Farrenc (París, 31 de maig de 1804 - Ibídem, 15 de setembre de 1875), va ser una compositora, pianista i professora francesa. En un moment en què les dones eren sobre tot intèrprets i potser compositores de música de saló, Louise Farrenc va compondre música d'orquestra i de cambra de tots els gèneres i va obrir portes a les músiques que vingueren després.

## Biografia
Era filla de Marie-Élisabeth-Louise Curton i de l'escultor Jacques-Edme Dumont (1761-1844) i germana del també escultor Auguste Dumont. La seva padrina, Elizabeth Cécile Soria, fou una excel·lent pianista alumna de Muzio Clementi. Com que les dones no podien estudiar, ni tampoc al Conservatori, va haver d'estudiar composició de manera privada i fou Anton Reicha, al 1819, qui l'acceptà com a alumna, admirat del seu talent. Reicha, professor del Conservatori de París, li va ensenyar escriptura musical (harmonia, contrapunt). Ignaz Moscheles i Johann Nepomuk Hummel també li van fer classes de piano.
El 1821 es va casar amb el flautista, compositor i editor musical de Marsella Aristide Farrenc. D'aquesta unió va néixer, el 1826, Victorine, la seva única filla, també pianista, que va morir el 1859. Conscient dels dons excepcionals de Louise, el seu espòs es va dedicar a les seves activitats musicals, va crear Éditions Farrenc i ràpidament es va convertir en el seu empresari teatral. Entre 1842 i 1872, Farrenc va ensenyar piano al Conservatori de París, essent la primera dona professora al Conservatori, tot i que només li era permès ensenyar a alumnes noies. Hi treballà al llarg de trenta anys i rebé el mateix salari que els seus companys homes.
Va contribuir activament a la publicació de vint lliuraments de la col·lecció de música per a clavicèmbal i piano Le Trésor des pianistes, col·lecció que va continuar després de la mort del seu marit, al 1865.
La seva fama arribà a Robert Schumann, que valorà especialment el seu Air russe varié, opus 17. Els seus 32 Études, opus 26, seran des de 1845 obra didàctica de referència al Conservatori. Va rebre el suport dels millors músics del seu temps, com el violinista Joseph Joachim, que va participar el 1850 en la creació de la seva Nonette per a cordes i vents en mi bemoll major. La seva Tercera Simfonia, op. 36, va ser interpretada per l'orquestra de la Société des Concerts du Conservatoire el 1849, i va rebre dues vegades el Premi Chartier de l'Institut de França, destinat a recompensar les millors composicions de música de cambra, el 1861 i 1869.
Louise Farrenc va morir el 15 de setembre de 1875, a la seva casa del número 10 del carrer Taitbout, del novè districte de París, i està enterrada en el cementiri de Montparnasse.
L'obra de Louise Farrenc continua sent poc difosa avui dia. Una de les raons és que, en el seu moment, la compositora es va dedicar principalment a la música instrumental i mai va compondre òpera, quan aquest gènere era molt popular a França, especialment en el segle xix. La guia Fonts per a la història de les dones, afirma que, no obstant això, va ser aplaudida pels seus contemporanis; després es va trobar lamentablement oblidada i descurada com moltes altres de les seves col·legues compositores.